# Avenue François Sebrechts

L'avenue François Sebrechts (en néerlandais : François Sebrechtslaan) est située, partiellement, sur le territoire de la commune de Molenbeek-Saint-Jean et de Koekelberg. Sa portion molenbeekoise fait partie du Quartier Bénès. Elle porte le nom d'un ancien échevin sous la majorité d'Edmond Machtens.
Urbanisée à partir des années 1990, l'avenue accueille un vaste home privé dont la construction a nécessité l'assèchement des derniers marais subsistant aux abords du Paruck, cours d'eau aujourd'hui voûté. La presse locale a mentionné à la fin des années 1990 le cas de maisons riveraines dont les jardins furent inondés à la suite de la construction du home. Si une vingtaine de maisons sont alignées dans l'avenue, l'essentiel du bâti consiste en des immeubles modernes construits par l'entrepreneur Vermeesch.
Jusqu'à la fin des années 1990, du côté impair, entièrement molenbeekois, de l'avenue, des parcelles de potager étaient entretenues, essentiellement par des résidents des avenues Bénès et du Château. Les constructions ont mis un terme au caractère champêtre du quartier.
Le quartier possède peu d'infrastructures communales ou d'équipements collectifs, à noter cependant au no 40 de la rue l'existence d'une maison de repos :la Résidence Sebrechts et Le Syndicat libéral de la fonction publique occupe des bâtiments dans la Résidence J. Brahms aux numéros 57-61.